# Guess Racing Europ
Guess Racing Europ est une écurie de sport automobile belge fondée en 2011 et basée à Bruxelles.

## Composition
L'écurie est composée de huit membres.

## Historique
En 2011, après avoir annoncé un programme avec une Lola dans la catégorie LMP1, l'écurie déclare forfait pour les Le Mans Series,. Notamment pour les 6 Heures du Castellet, où l'écurie devait faire rouler sa Lola B05/40,,. En mai, l'écurie effectue une séance d'essais sur le circuit de Spa-Francorchamps avec les pilotes Wolfgang Kaufmann, Thor-Christian Ebbesvik et Alexandre Geraud. Au mois d'octobre, c'est une nouvelle séance d'essais qui est organisée sur le circuit de Nevers Magny-Cours avec le pilote Isaac Tutumlu.